# Turó de Santa Maria
El Turó de Santa Maria és una muntanya de 446 metres de la serra de Collserola que es troba entre els municipis de Barcelona i Sant Cugat del Vallès.

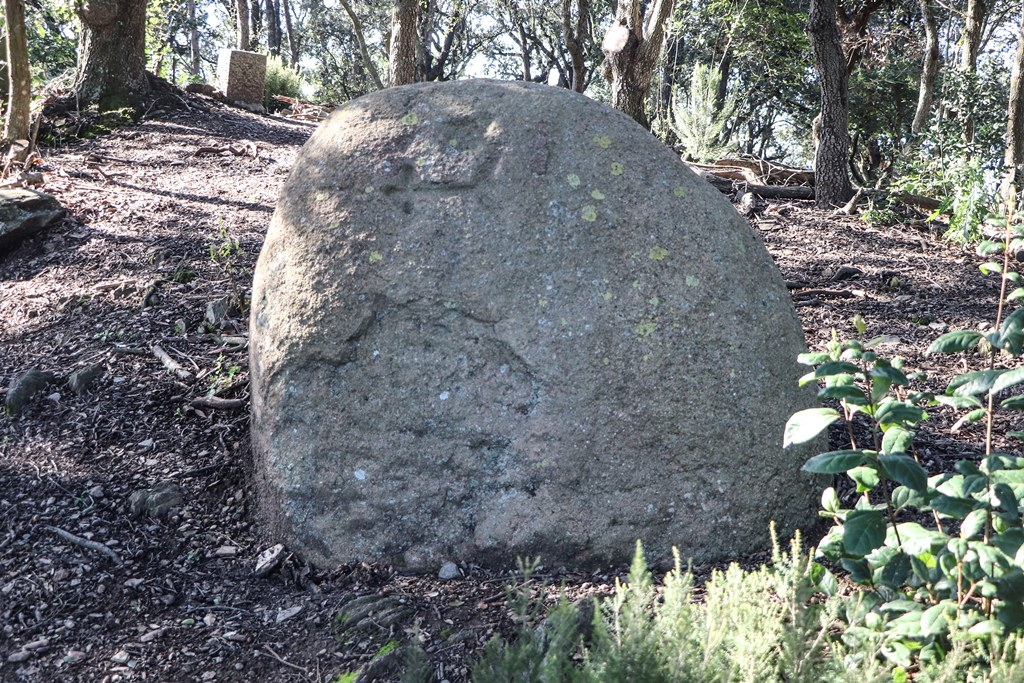
Inscultures al turó de Santa Maria

Al Cim hi ha una pedra amb inscultures. Es tracta d'un bloc de granit de 1,20 m d'alt on es pot apreciar una figura antropomorfa i algunes cassoletes.